# 래리 프렌치
로런스 허버트 프렌치(Lawrence Herbert French, 1907년 11월 1일~1987년 2월 9일)는 미국의 프로 야구 선수로, 메이저 리그 베이스볼(MLB)에서 투수로 뛰었다. 피츠버그 파이리츠(1929~1934), 시카고 컵스(1935~1941), 브루클린 다저스(1941–1942)를 거쳤으며, 좌투우타였다. 너클볼 투수이기도 했다.